# Seiches-sur-le-Loir
Seiches-sur-le-Loir – miejscowość i gmina we Francji, w regionie Kraj Loary, w departamencie Maine i Loara.
Według danych na rok 2010 gminę zamieszkiwało 2 960 osób, a gęstość zaludnienia wynosiła 102 osoby/km².